# Remington-Gletscher
Der Remimgton-Gletscher ist ein 11 km langer und steiler Gletscher im westantarktischen Ellsworthland. In den Doyran Heights im südöstlichen Teil der Sentinel Range im Ellsworthgebirge fließt er unmittelbar nördlich des McPherson Peak in ostsüdöstlicher Richtung und endet zwischen dem Ausläufer des Hough-Gletschers und dem Johnson Spur.
Entdeckt wurde er bei einem Erkundungsflug der Flugstaffel VX-6 der United States Navy zur Erstellung von Luftaufnahmen zwischen dem 14. und 15. Dezember 1959. Diese Luftaufnahmen dienten dem United States Geological Survey der Kartierung. Das Advisory Committee on Antarctic Names benannte ihn 1961 nach dem US-amerikanischen Glaziologen Edward Wade Remington (1920–2007), der 1957 auf der Amundsen-Scott-Südpolstation tätig war.